# Kulbäcksdammen
Kulbäcksdammen är en sjö i Lekebergs kommun i Närke och ingår i Norrströms huvudavrinningsområde. Sjöns area är 0,026 kvadratkilometer och den är belägen 210 meter över havet.